# Lepilemur aeeclis
Il lepilemure di Antafia (Lepilemur aeeclis Adriahlinirina et al., 2006) è una specie di lemure recentemente scoperta, endemica del Madagascar.
L'epiteto specifico è un omaggio alla Association Européenne pour l'Etude et la Conservation des Lémuriens (AEECL).

## Distribuzione
La specie è diffusa nella zona occidentale dell'isola (nell'area compresa fra i fiumi Betsiboka e Mahavavy, dove preferisce le zone di foresta decidua secca.

## Descrizione

### Dimensioni
Misura fino a 65 cm di lunghezza, pur rimanendo solitamente al di sotto dei 60 cm: di questi, circa metà vanno attribuiti alla coda.

### Aspetto
Il pelo è grigio scuro nella zona dorsale (a volte con sfumature rossastre a livello della zona prossimale degli arti), mentre tende a schiarirsi in quella ventrale: la testa è grigia e a forma di triangolo capovolto, sormontata da due grandi orecchie semicircolari.

I grandi occhi sono sormontati da pelo nerastro: nerastri sono il muso e la nuca, che può presentare addirittura striature che si riuniscono a livello della spina dorsale, formando una banda che corre fino alla coda, che può variare dal colore grigio al rosso ruggine.
Le zampe presentano i polpastrelli allargati e rigonfi per una migliore presa sui rami, mentre gli occhi sono spostati frontalmente, permettendo una buona visione binoculare.
Essendo un animale erbivoro, e nello specifico un grande mangiatore di foglie, ha il cieco assai sviluppato.